# يو إف سي ليلة القتال: صفي الدين ضد ليم
يو إف سي ليلة القتال: صفي الدين ضد ليم (بالإنجليزية: UFC Fight Night: Saffiedine vs. Lim)‏ هو حدث لفنون القتال المختلطة نظمته يو إف سي، أُقيم في 4 يناير 2014، على مارينا باي ساندز في خليج مارينا، سنغافورة.